# Flowbank
 (décembre 2020).
Flowbank est une banque suisse dont le siège social se trouve à Genève.
Elle est essentiellement une banque en ligne, qui propose des services de banque traditionnels ainsi que du trading en ligne sur le marché Forex. Elle vise les tarifs de trading en ligne les plus bas du marché. La FlowBank appartient à la CBH Bank à Genève,.
Elle est mise en faillite par la FINMA, l'autorité de surveillance, le 13 juin 2024,.

## Histoire
Après des mois de préparation technologique de la plateforme de trading, elle annonce son lancement sur la chaine de télévision Léman Bleu le 25 novembre 2020.

## Fondateur
Elle a été fondée par Charles-Henri Sabet (champion du monde de backgammon 1985),. Il est celui qui avait créé Synthesis Bank dans les années 1990 qui est devenue Saxo Bank Suisse, une filiale de Saxo Bank une banque d'investissement danoise créée en 1992 par Lars Seier Christensen, Kim Fournais et Marc Hauschildt. 

### Technologie
Elle prétend apporter des tarifs compétitifs grâce à l'utilisation du logiciel Temenos SaaS de l'entreprise informatique suisse Temenos qui est le fournisseur de technologie des banques numériques du monde entier qui souhaitent innover rapidement.

#### Régulation
FlowBank est réglementée par l'Autorité fédérale de surveillance des marchés financiers (FINMA) en tant que banque et négociant en valeurs mobilières.